# Marco Dulca
Marco Dulca (Cluj-Napoca, 11 maggio 1999) è un calciatore rumeno, centrocampista del Celje.

## Biografia
È figlio dell'ex calciatore della nazionale rumena Cristian Dulca.

## Caratteristiche tecniche
È un centrocampista difensivo.

## Carriera

### Club
Cresciuto nel settore giovanile dell'Universitatea Cluj, nel 2015 si trasferisce in Galles dove entra nell'Academy dello Swansea City. Nel 2019 fa ritorno in patria firmando con il Viitorul Costanza ed il 28 luglio fa il suo esordio fra i professionisti giocando l'incontro di Liga I vinto 3-2 contro l'Hermannstadt. Al termine della stagione viene ceduto in prestito al Chindia Târgoviște fino al giugno 2021.

### Nazionale
Ha giocato nelle nazionali giovanili rumene Under-17 ed Under-19.
Nel 2021 ha partecipato sia agli Europei Under-21 che ai Giochi Olimpici di Tokyo.

## Statistiche
Statistiche aggiornate al 25 dicembre 2020.

### Presenze e reti nei club
| Stagione                  | Squadra                   | Campionato                | Campionato | Campionato | Coppe nazionali | Coppe nazionali | Coppe nazionali | Coppe continentali | Coppe continentali | Coppe continentali | Altre coppe | Altre coppe | Altre coppe | Totale | Totale | Totale |
| Stagione                  | Squadra                   | Comp                      | Pres       | Reti       | Comp            | Pres            | Reti            | Comp               | Pres               | Reti               | Comp        | Pres        | Reti        | Pres   | Reti   |        |
| ------------------------- | ------------------------- | ------------------------- | ---------- | ---------- | --------------- | --------------- | --------------- | ------------------ | ------------------ | ------------------ | ----------- | ----------- | ----------- | ------ | ------ | ------ |
| 2019-2020                 | Viitorul Costanza         | L1                        | 14         | 0          | CR              | 1               | 0               | UEL                | 0                  | 0                  |             | -           | -           | 15     | 0      |        |
| 2020-2021                 | Chindia Târgoviște        | L1                        | 31         | 2          | CR              | 2               | 0               |                    | -                  | -                  |             | -           | -           | 33     | 2      |        |
| 2021-2022                 | Chindia Târgoviște        | L1                        | 33+2       | 2+0        | CR              | 2               | 0               |                    | -                  | -                  |             | -           | -           | 37     | 2      |        |
| lug. 2022                 | Chindia Târgoviște        | L1                        | 3          | 0          | CR              | 0               | 0               |                    | -                  | -                  |             | -           | -           | 3      | 0      |        |
| ago. 2022-gen. 2023       | FCSB                      | L1                        | 5          | 0          | CR              | 3               | 0               | UECL               | 5                  | 0                  |             | -           | -           | 13     | 0      |        |
| gen.-giu. 2023            | Chindia Târgoviște        | L1                        | 16         | 0          | CR              | 0               | 0               |                    | -                  | -                  |             | -           | -           | 16     | 0      |        |
| Totale Chindia Târgoviște | Totale Chindia Târgoviște | Totale Chindia Târgoviște | 85         | 4          |                 | 4               | 0               |                    | -                  | -                  |             | -           | -           | 89     | 4      |        |
| Totale carriera           | Totale carriera           | Totale carriera           | 104        | 4          |                 | 8               | 0               |                    | 5                  | 0                  |             | -           | -           | 117    | 4      |        |

## Palmarès

### Club

#### Competizioni nazionali
- Campionato sloveno: 1

Celje: 2023-2024
- Coppa di Slovenia: 1

Celje: 2024-2025